# COMPLETE PV COLLECTION
「COMPLETE PV COLLECTION」（コンプリート・ピーヴィー・コレクション）は、KICK THE CAN CREWのビデオクリップ集。

## 収録曲
1. スーパーオリジナル
2. イツナロウバ
3. カンケリ01
4. クリスマス・イブRap
5. マルシェ
6. ONEWAY
7. sayonara sayonara
8. ダウン バイ ロー （CRAZY-A & KICK THE CAN CREW）
9. アンバランス
10. 地球ブルース〜337〜
11. TORIIIIIICO! feat.CASSETTE VISION
12. 性コンティニュー
13. BREAK3
14. GOOD MUSIC
15. パンク寸前のFUNK
16. ナビ
17. 揺れ
18. 脳内VACATION